# Train to Tombstone
Train to Tombstone è un film del 1950 diretto da William Berke.
È un western statunitense con Don 'Red' Barry, Robert Lowery e Wally Vernon.

## Produzione
Il film, diretto da William Berke su una sceneggiatura di Orville H. Hampton e Victor West e un soggetto dell'attore protagonista, Don 'Red' Barry, fu prodotto dallo stesso Berke tramite la Donald Barry Productions e girato a Carson City da fine aprile all'inizio di maggio 1950.

## Distribuzione
Il film fu distribuito negli Stati Uniti dal 16 settembre 1950 al cinema dalla Lippert Pictures.

## Promozione
La tagline è: Roaring Thrills... Blazing Action... Thunder Ahead on the West's Most Dangerous Journey!.